# Grande Spirito

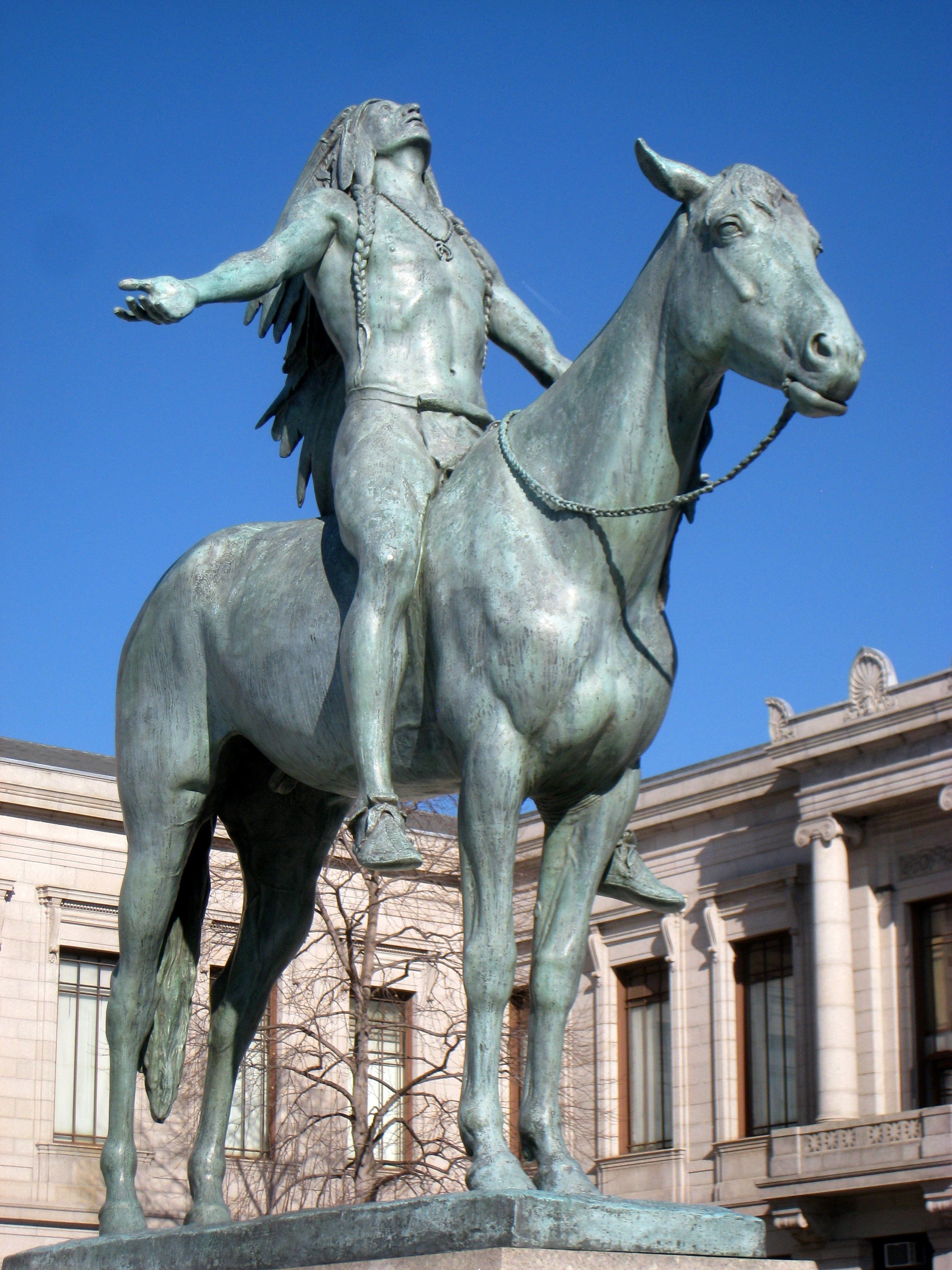
"Appello al Grande Spirito", statua monumentale di Cyrus Dallin davanti al Museum of Fine Arts (Boston)

Il Grande Spirito è una concezione di essere supremo, diffusa soprattutto tra le culture dei nativi americani. Chiamato anche Wakan Tanka dai Lakota (e quindi Sioux), Gitchi Manitou (da cui il semplice termine Manitù o Manitou) dagli Algonchini, Watan dagli Arapaho e Oki dagli Irochesi, il Grande Spirito è una concezione panenteistica di Dio.
Secondo le credenze dei pellerossa, il Grande Spirito sarebbe vicino alla gente, oltre che il creatore di ogni cosa sul mondo materiale, e regnerebbe in un Paradiso chiamato «Felice territorio di caccia».
Il capo Dan Evehema, guida spirituale degli Hopi, così descrisse il Grande Spirito:
Nel Manituismo sono presenti delle "guide spirituali", persone investite o quantomeno riconosciute dalla comunità come intermediari tra la Terra e la divinità. Tuttavia, rispetto al cristianesimo, nel Manituismo è particolarmente accentuato l'aspetto panenteistico.